# Pahasapasaurus haasi
Pahasapasaurus haasi (лат.) — вид вымерших пресмыкающихся из семейства поликотилид, единственный в роде Pahasapasaurus. Обитали в меловом периоде (99,7—94,3 млн лет назад) на территории современных США.
Представители достигали в длину 6 метров. Вид был описан в 2007 году Б. А. Шумахером. Голотип AMM 98.1.1, состоит из частичного скелета (фрагментарный череп, части левой передней и задней ласты, части плохо сохранившиеся позвоночного столба и кости груди). Был найден в местности Maloney Creek в формации Greenhorn Limestone на территории штата Северная Дакота.